# Pandanus truncatus
Pandanus truncatus är en enhjärtbladig växtart som beskrevs av Harold St.John. Pandanus truncatus ingår i släktet Pandanus och familjen Pandanaceae. Inga underarter finns listade.